# Michail Bilalow
Michail Bilalow (bulgarisch Михаил Билалов; * 19. Mai 1965 in Russe, Bulgarien) ist ein bulgarischer Schauspieler.

## Leben
Bilalow wuchs in Burgas in einer Schauspielerfamilie auf. 1989 schloss er sein Studium an der Nationalen Akademie für Theater- und Filmkunst „Krastjo Sarafow“ in der Klasse von Nikolaj Ljuzkanow ab. 
Er lebte eine Zeitlang in Frankreich und war mit einer Japanerin verheiratet.
Bekannt wurde er durch seine Rolle als Mafia-Boss Djaro in der bulgarischen Fernsehserie Undercover.
Seit dem 1. April 2018 ist er der Moderator des Fernsehquiz Who Wants to Be a Millionaire? in Bulgarien.